# Bereslavka (Oblast' di Volgograd)
Bereslavka (in lingua russa Береславка) è un posëlok dell'Oblast' di Volgograd, in Russia.